# Verein für Leibesübungen von 1899 1986-1987
Questa voce raccoglie le informazioni riguardanti il Verein für Leibesübungen von 1899 nelle competizioni ufficiali della stagione 1986-1987.

## Stagione
Nella stagione 1986-1987 l'Osnabrück, allenato da Rolf Grünther, concluse il campionato di 2. Bundesliga al 6º posto. In Coppa di Germania l'Osnabrück fu eliminato al primo turno dal Bayer Leverkusen.

## Rosa
| N. |                        | Ruolo | Calciatore      |
| -- | ---------------------- | ----- | --------------- |
|    | Germania (bandiera)    | P     | Christof Rekers |
|    | Germania (bandiera)    | P     | Uwe Seiler      |
|    | Germania (bandiera)    | D     | Oskar Bauer     |
|    | Germania (bandiera)    | D     | Willi Brocks    |
|    | Germania (bandiera)    | D     | Günter Eymold   |
|    | Germania (bandiera)    | D     | Dirk Gellrich   |
|    | Germania (bandiera)    | D     | Andreas Helmer  |
|    | Inghilterra (bandiera) | D     | Neale Marmon    |
|    | Germania (bandiera)    | D     | Ulf Metschies   |

| N. |                     | Ruolo | Calciatore          |
| -- | ------------------- | ----- | ------------------- |
|    | Germania (bandiera) | C     | Frank Bohne         |
|    | Germania (bandiera) | C     | Ralf Heskamp        |
|    | Germania (bandiera) | C     | Stefan Holze        |
|    | Germania (bandiera) | C     | Michael Kalkbrenner |
|    | Germania (bandiera) | A     | Ralf Feuerstein     |
|    | Germania (bandiera) | A     | Heikko Glöde        |
|    | Germania (bandiera) | A     | Gerd Grau           |
|    | Germania (bandiera) | A     | Uwe Jursch          |
|    | Germania (bandiera) | A     | Paul Linz           |

## Organigramma societario
Area tecnica
- Allenatore: Rolf Grünther
- Allenatore in seconda:
- Preparatore dei portieri:
- Preparatori atletici:

## Calciomercato

### Sessione estiva
| Acquisti | Acquisti        | Acquisti             | Acquisti |
| R.       | Nome            | da                   | Modalità |
| -------- | --------------- | -------------------- | -------- |
| A        | Heikko Glöde    | Hertha Berlino       |          |
| A        | Uwe Jursch      | Herzlake             |          |
| P        | Christof Rekers | Osnabrück (juniores) |          |

| Cessioni | Cessioni     | Cessioni        | Cessioni |
| R.       | Nome         | a               | Modalità |
| -------- | ------------ | --------------- | -------- |
| A        | Heiko Venzke | Preußen Münster |          |

### Sessione invernale
| Acquisti | Acquisti | Acquisti | Acquisti |
| R.       | Nome     | da       | Modalità |
| -------- | -------- | -------- | -------- |

| Cessioni | Cessioni     | Cessioni          | Cessioni |
| R.       | Nome         | a                 | Modalità |
| -------- | ------------ | ----------------- | -------- |
| A        | Paul Jaschke | Arminia Bielefeld |          |

## Risultati

### 2. Bundesliga

#### Girone di andata
| Arbitro: | Barnick |

|          |           |                             |
| Linz 42’ | Marcatori | 31’ Grillemeier 89’ Surmann |

| Arbitro: | Kautschor |

|                |           |                |
| Schütterle 43’ | Marcatori | 50’, 77’ Glöde |

| Arbitro: | Diekert |

|                 |           |                     |
| Linz 45’ (rig.) | Marcatori | 18’ (rig.) Schlegel |

| Arbitro: | Neumann |

|                            |           |                                  |
| Schmitt 79’ Rolshausen 85’ | Marcatori | 10’ Linz 78’ Glöde 83’ Metschies |

| Arbitro: | Matheis |

|  |           |          |
|  | Marcatori | 73’ Linz |

| Arbitro: | Weber |

|                                   |           |                    |
| Marmon 30’ Eymold 58’ Heskamp 66’ | Marcatori | 61’ Hein 81’ Fuchs |

| Arbitro: | Gochermann |

|  |           |                    |
|  | Marcatori | 8’ Linz 52’ Marmon |

| Arbitro: | Richmann |

|                                        |           |  |
| Glöde 8’ Metschies 41’ Linz 68’ (rig.) | Marcatori |  |

| Kassel 20 settembre 1986, ore 15:00 CEST 9ª giornata | Hessen Kassel | 0 – 0 referto | Osnabrück | Auestadion (4 000 spett.)\| Arbitro: \| Bauer \| |
| Arbitro:                                             | Bauer         |               |           |                                                  |

| Arbitro: | Osmers |

|                                             |           |  |
| Hammerschlag 40’ (aut.) Linz 54’ Eymold 90’ | Marcatori |  |

| Arbitro: | Retzmann |

|                                                       |           |  |
| Falkenstein 9’ Kügler 21’, 68’ Terhaar 51’ Kontny 89’ | Marcatori |  |

| Arbitro: | Brehm |

|                                            |           |                 |
| Eymold 19’ Scheil 23’ (aut.) Metschies 32’ | Marcatori | 69’ Buchheister |

| Arbitro: | Puchalski |

|                     |           |                    |
| Löw 40’, 80’ (rig.) | Marcatori | 9’ Marmon 12’ Linz |

| Arbitro: | Strigel |

|  |           |                   |
|  | Marcatori | 5’ Gries 65’ Ruof |

| Arbitro: | Reinstädtler |

|                                |           |                          |
| Westerwinter 8’ Kollenberg 10’ | Marcatori | 45’, 46’ Jursch 76’ Grau |

| Arbitro: | Löwer |

|                                 |           |              |
| Linz 28’, 64’ (rig.) Jursch 33’ | Marcatori | 30’ Lindenau |

| Arbitro: | Amerell |

|                                                                                  |           |           |
| Kuhl 17’, 60’ Labbadia 28’ Bauer 51’ (aut.) Bernecker 68’ Trares 74’ Kispert 78’ | Marcatori | 54’ Glöde |

| Arbitro: | Birlenbach |

|                    |           |                  |
| Linz 75’ Glöde 86’ | Marcatori | 20’, 53’ Dezelak |

| Arbitro: | Bodmer |

|  |           |           |
|  | Marcatori | 80’ Glöde |

#### Girone di ritorno
| Hannover 13 dicembre 1986, ore 15:00 CET 20ª giornata | Hannover 96 | 0 – 0 referto | Osnabrück | Niedersachsenstadion (35 593 spett.)\| Arbitro: \| Werner \| |
| Arbitro:                                              | Werner      |               |           |                                                              |

| Arbitro: | Zimmermann |

|            |           |  |
| Eymold 60’ | Marcatori |  |

| Arbitro: | Kröger |

|                                                |           |                 |
| Demange 7’ Müller 45’ Rohrbacher 45’ Berge 84’ | Marcatori | 14’ (aut.) Fuhl |

| Arbitro: | Retzmann |

|                                                       |           |  |
| Linz 20’, 68’ (rig.) Helmer 56’ Jursch 58’ Marmon 60’ | Marcatori |  |

| Arbitro: | Müller |

|            |           |                               |
| Eymold 75’ | Marcatori | 55’, 88’ Bargfrede 68’ Gerber |

| Arbitro: | Steffens |

|                                                                    |           |  |
| Kmiecik 45’ (rig.) Kurtenbach 72’ Schlotterbeck 87’ Olaidotter 89’ | Marcatori |  |

| Arbitro: | Bodmer |

|                                 |           |                |
| Linz 16’ (rig.) Kalkbrenner 20’ | Marcatori | 21’ Baranowski |

| Arbitro: | Gangkofer |

|                          |           |                   |
| Rudić 7’, 85’ Kohnle 75’ | Marcatori | 33’ (rig.) Eymold |

| Arbitro: | Kruse |

|                                      |           |                  |
| Jursch 44’ Bohne 55’ Linz 88’ (rig.) | Marcatori | 37’ Freudenstein |

| Arbitro: | Steinborn |

|                         |           |          |
| Kropp 28’ Niggemann 66’ | Marcatori | 3’ Glöde |

| Arbitro: | Amerell |

|          |           |            |
| Linz 62’ | Marcatori | 65’ Kontny |

| Arbitro: | Jupe |

|                                        |           |                   |
| Ellmerich 20’ Buchheister 25’ Worm 73’ | Marcatori | 2’ Linz 22’ Glöde |

| Arbitro: | Richmann |

|            |           |          |
| Eymold 70’ | Marcatori | 88’ Sané |

| Arbitro: | Birlenbach |

|          |           |  |
| Ruof 86’ | Marcatori |  |

| Arbitro: | Brückner |

|            |           |                                                  |
| Jursch 12’ | Marcatori | 3’, 20’ Westerwinter 45’, 56’ Steubing 61’ Grahl |

| Arbitro: | Gochermann |

|            |           |            |
| Knecht 63’ | Marcatori | 24’ Eymold |

| Arbitro: | Ahlenfelder |

|                               |           |  |
| Glöde 70’ Helmer 86’ Linz 88’ | Marcatori |  |

| Arbitro: | Theobald |

|                                  |           |                                                  |
| Helmig 1’ Pröpper 4’ Laibach 17’ | Marcatori | 16’, 71’ Glöde 46’ Metschies 55’ Jursch 88’ Linz |

| Arbitro: | Gabor |

|                                                   |           |                                    |
| Linz 6’ Bohne 36’, 56’ Jursch 77’, 81’ Marmon 78’ | Marcatori | 66’, 68’ Steininger 83’ Niedzwicki |

### Coppa di Germania
| Arbitro: | Bruch |

|                                                              |           |  |
| Götz 12’ Schreier 21’ Cha 58’ Waas 68’, 82’ (rig.) Rolff 74’ | Marcatori |  |

## Statistiche

### Statistiche di squadra
| Competizione      | Punti | In casa | In casa | In casa | In casa | In casa | In casa | In trasferta | In trasferta | In trasferta | In trasferta | In trasferta | In trasferta | Totale | Totale | Totale | Totale | Totale | Totale | DR |
| Competizione      | Punti | G       | V       | N       | P       | Gf      | Gs      | G            | V            | N            | P            | Gf           | Gs           | G      | V      | N      | P      | Gf     | Gs     | DR |
| ----------------- | ----- | ------- | ------- | ------- | ------- | ------- | ------- | ------------ | ------------ | ------------ | ------------ | ------------ | ------------ | ------ | ------ | ------ | ------ | ------ | ------ | -- |
| 2. Bundesliga     | 44    | 19      | 11      | 4       | 4       | 43      | 26      | 19           | 7            | 4            | 8            | 26           | 40           | 38     | 18     | 8      | 12     | 69     | 66     | +3 |
| Coppa di Germania | -     | 0       | 0       | 0       | 0       | 0       | 0       | 1            | 0            | 0            | 1            | 0            | 6            | 1      | 0      | 0      | 1      | 0      | 6      | -6 |
| Totale            | 44    | 19      | 11      | 4       | 4       | 43      | 26      | 20           | 7            | 4            | 9            | 26           | 46           | 39     | 18     | 8      | 13     | 69     | 72     | -3 |

### Andamento in campionato
| Giornata  | 1  | 2  | 3  | 4 | 5 | 6 | 7 | 8 | 9 | 10 | 11 | 12 | 13 | 14 | 15 | 16 | 17 | 18 | 19 | 20 | 21 | 22 | 23 | 24 | 25 | 26 | 27 | 28 | 29 | 30 | 31 | 32 | 33 | 34 | 35 | 36 | 37 | 38 |
| --------- | -- | -- | -- | - | - | - | - | - | - | -- | -- | -- | -- | -- | -- | -- | -- | -- | -- | -- | -- | -- | -- | -- | -- | -- | -- | -- | -- | -- | -- | -- | -- | -- | -- | -- | -- | -- |
| Luogo     | C  | T  | C  | T | T | C | T | C | T | C  | T  | C  | T  | C  | T  | C  | T  | C  | T  | T  | C  | T  | C  | C  | T  | C  | T  | C  | T  | C  | T  | C  | T  | C  | T  | C  | T  | C  |
| Risultato | P  | V  | N  | V | V | V | V | V | N | V  | P  | V  | N  | P  | V  | V  | P  | N  | V  | N  | V  | P  | V  | P  | P  | V  | P  | V  | P  | N  | P  | N  | P  | P  | N  | V  | V  | V  |
| Posizione | 14 | 12 | 10 | 7 | 3 | 3 | 2 | 2 | 2 | 2  | 3  | 2  | 2  | 3  | 3  | 2  | 3  | 4  | 2  | 3  | 2  | 3  | 2  | 4  | 5  | 5  | 6  | 6  | 6  | 6  | 6  | 6  | 6  | 7  | 8  | 7  | 6  | 6  |

Legenda:

Luogo: C = Casa; T = Trasferta. Risultato: V = Vittoria; N = Pareggio; P = Sconfitta.

### Statistiche dei giocatori
| Giocatore      | 2. Bundesliga | 2. Bundesliga | 2. Bundesliga | 2. Bundesliga | Coppa di Germania | Coppa di Germania | Coppa di Germania | Coppa di Germania | Totale   | Totale | Totale      | Totale     |
| Giocatore      | Presenze      | Reti          | Ammonizioni   | Espulsioni    | Presenze          | Reti              | Ammonizioni       | Espulsioni        | Presenze | Reti   | Ammonizioni | Espulsioni |
| -------------- | ------------- | ------------- | ------------- | ------------- | ----------------- | ----------------- | ----------------- | ----------------- | -------- | ------ | ----------- | ---------- |
| O. Bauer       | 35            | 0             | 5             | 0             | 1                 | 0                 | 0                 | 0                 | 36       | 0      | 5           | 0          |
| F. Bohne       | 19            | 3             | 0             | 0             | 0                 | 0                 | 0                 | 0                 | 19       | 3      | 0           | 0          |
| W. Brocks      | 3             | 0             | 1             | 0             | 0                 | 0                 | 0                 | 0                 | 3        | 0      | 1           | 0          |
| G. Eymold      | 34            | 8             | 6             | 0             | 1                 | 0                 | 0                 | 0                 | 35       | 8      | 6           | 0          |
| R. Feuerstein  | 6             | 0             | 0             | 0             | 0                 | 0                 | 0                 | 0                 | 6        | 0      | 0           | 0          |
| D. Gellrich    | 36            | 0             | 1             | 0             | 1                 | 0                 | 0                 | 0                 | 37       | 0      | 1           | 0          |
| H. Glöde       | 37            | 12            | 1             | 0             | 1                 | 0                 | 0                 | 0                 | 38       | 12     | 1           | 0          |
| G. Grau        | 22            | 1             | 0             | 0             | 0                 | 0                 | 0                 | 0                 | 22       | 1      | 0           | 0          |
| A. Helmer      | 31            | 2             | 1             | 1             | 1                 | 0                 | 1                 | 0                 | 32       | 2      | 2           | 1          |
| R. Heskamp     | 37            | 1             | 2             | 0             | 1                 | 0                 | 1                 | 0                 | 38       | 1      | 3           | 0          |
| S. Holze       | 31            | 0             | 6             | 0             | 1                 | 0                 | 0                 | 0                 | 32       | 0      | 6           | 0          |
| P. Jaschke     | 9             | 0             | 2             | 0             | 1                 | 0                 | 0                 | 0                 | 10       | 0      | 2           | 0          |
| U. Jursch      | 21            | 9             | 3             | 0             | 0                 | 0                 | 0                 | 0                 | 21       | 9      | 3           | 0          |
| M. Kalkbrenner | 26            | 1             | 2             | 0             | 1                 | 0                 | 0                 | 0                 | 27       | 1      | 2           | 0          |
| P. Linz        | 37            | 20            | 5             | 0             | 1                 | 0                 | 0                 | 0                 | 38       | 20     | 5           | 0          |
| N. Marmon      | 32            | 5             | 6             | 1             | 1                 | 0                 | 0                 | 0                 | 33       | 5      | 6           | 1          |
| U. Metschies   | 37            | 4             | 6             | 0             | 1                 | 0                 | 0                 | 0                 | 38       | 4      | 6           | 0          |
| C. Rekers      | 3             | 0             | 0             | 0             | 0                 | 0                 | 0                 | 0                 | 3        | 0      | 0           | 0          |
| U. Seiler      | 35            | 0             | 1             | 0             | 1                 | 0                 | 0                 | 0                 | 36       | 0      | 1           | 0          |